# Saint-Aubin-des-Bois (Calvados)
Saint-Aubin-des-Bois – miejscowość i gmina we Francji, w regionie Normandia, w departamencie Calvados.
Według danych na rok 1990 gminę zamieszkiwało 230 osób, a gęstość zaludnienia wynosiła 28 osób/km² (wśród 1815 gmin Dolnej Normandii Saint-Aubin-des-Bois plasuje się na 659. miejscu pod względem liczby ludności, natomiast pod względem powierzchni na miejscu 633.).